# Thor Hushovd
Thor Hushovd (Arendal, 18 de enero de 1978) es un exciclista noruego. Su último equipo fue el BMC Racing Team, estructura estadounidense en la que estuvo en sus últimas tres temporadas. La mayoría de su carrera profesional la hizo en el equipo francés Crédit Agricole. Desde febrero de 2024 es el gerente general del Uno-X Mobility.
Su punta de velocidad le convirtió en un especialista en las llegadas al sprint. Al mismo tiempo, se defendía bien en contrarreloj en corta y media distancia. Estas características le bastaron para llegar a ser campeón del mundo en ruta en 2010 y ganar dos maillot verdes y diez etapas en el Tour de Francia, también consiguió tres y una etapa en la 
Vuelta a España y en el Giro de Italia respectivamente. También se le dieron bien las clásicas de pavés, pero nunca llegó a ganar una importante.

## Biografía
Profesional desde 1999, cuando a finales de ese año pasó con Crédit Agricole. Tras haber ganado carreras profesionales corriendo como amateur en ese mismo año como el G. P. Ringerike, más 2 etapas (en mayo), 1 etapa de la Vuelta a Suecia (en junio) y Mi-Août 4 y Mi-Août 6 (en septiembre). En el equipo francés ha logrado grandes victorias hasta convertirse en uno de los mejores velocistas del mundo.
En 2002 consiguió su primera victoria de etapa en una "gran vuelta" al imponerse en la 18.ª etapa del Tour de Francia.
Al año siguiente realizó un buen año ganando etapas en la Dauphiné Libéré y en la Vuelta a Castilla y León.
La temporada 2004 fue una gran temporada para él, consiguió los campeonatos nacionales de Contrarreloj y en ruta, incluyendo una victoria de etapa del Tour de Francia y de nuevo en la Dauphiné Libéré.
Consagrado como sprinter, se fijó como objetivo el maillot verde de puntos del Tour de 2005, objetivo que consiguió, pero sin ninguna victoria de etapa. Este mismo año repite victoria en el campeonato de Noruega contrarreloj y consigue una victoria de etapa en la Vuelta a España.
La campaña siguiente consiguió la clasificación de puntos de la Vuelta incluyendo 1 etapa. También consiguió dos victorias de etapa del Tour de Francia, una en la Tirreno-Adriático y consiguió una clásica la Gante-Wevelgem.

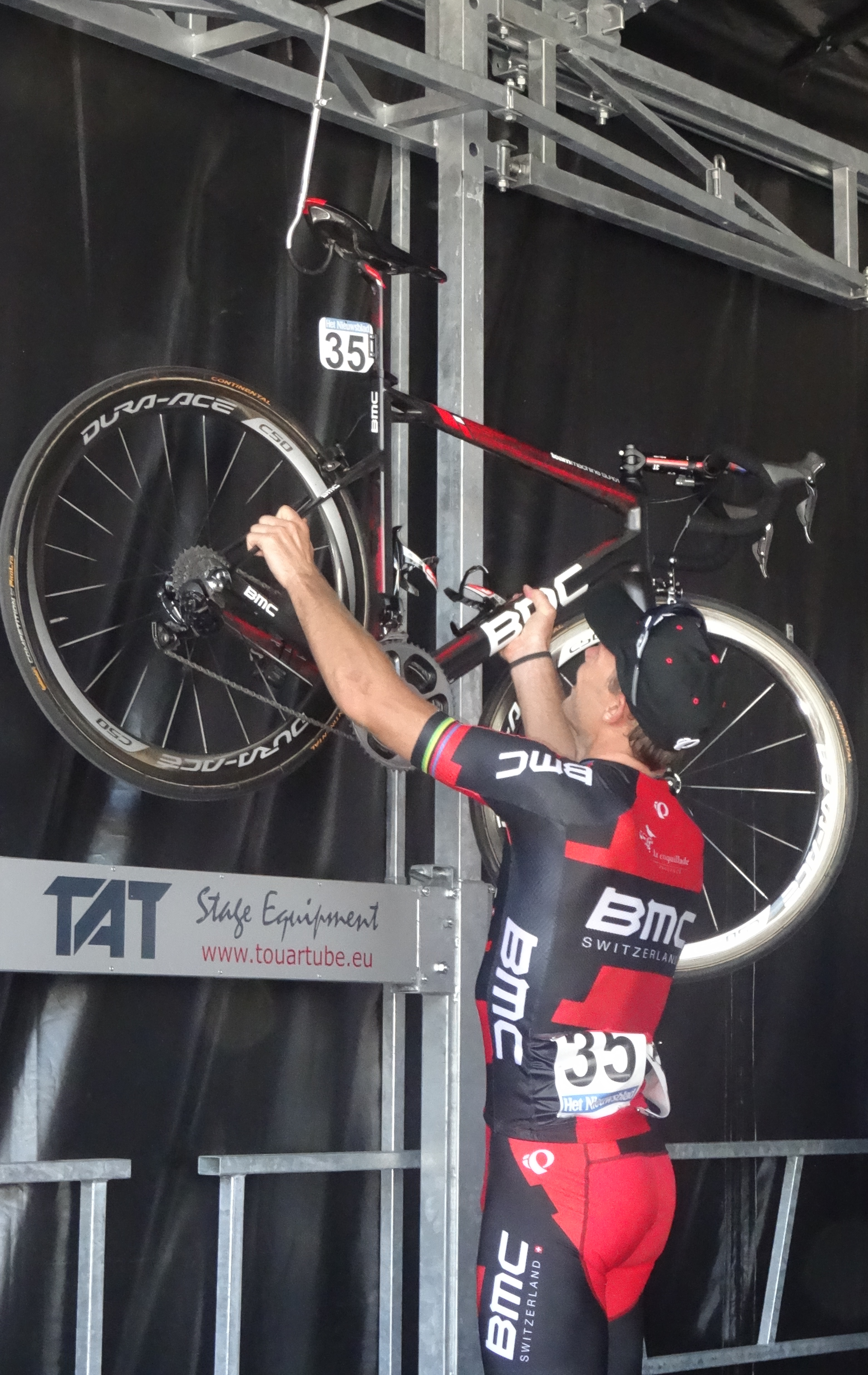
Hushovd colgando su bicicleta en el Gran Premio Impanis-Van Petegem 2014, en lo que fue su última carrera como corredor profesional.

En 2007, no consiguió muchos resultados, pero si muy importantes.Tan solo consiguió las victorias de etapa del Giro de Italia y otra en el Tour de Francia.
Entrada la temporada 2008, consiguió victorias en diferentes tipos. Consiguió los prólogos de la Volta a Cataluña y en la París-Niza y logró una victoria al esprint del Tour de Francia.
Con la desaparición del conjunto francés, Thor fichó por el Cervélo Test Team.En 2009 consiguió buenas victorias, repitiendo el logro del 2005, al conseguir el maillot verde de puntos del Tour de Francia, maillot por el que luchó con Mark Cavendish, incluyendo una victoria de etapa. Consiguió una victoria en el Tour de California y dos en la Volta a Cataluña. Quedó tercero en dos clásicas, la Milán-San Remo y la París-Roubaix.
Su segundo año en el Cervélo, empezó bien consiguiendo quedar segundo en la París-Roubaix 2010.
, pero una rotura de clavícula, le trastoca la temporada. Tras ganar etapas en Tour y Vuelta, se presentó al Mundial de Melbourne, como uno de los favoritos, y el noruego venció al sprint con claridad a Matti Breschel y Allan Davis. Completando una sensacional temporada y marcándose el objetivo de vencer en la París-Roubaix 2011 respaldado por el potentísimo Team Garmin-Cervélo.
Si bien no pudo vencer en la París-Roubaix, Hushovd tuvo una destacada actuación en el Tour de Francia, siendo líder durante 7 etapas además de vencer en dos de ellas.
En 2012 dejó las filas del Garmin y fichó por el BMC Racing Team, equipo con el cual no consigue vencer (por problemas de salud y físicos) hasta febrero de 2013 en el Tour de Haut Var, donde gana la 1.ª etapa y acaba 5.º en la general final.
Para la temporada 2013 consiguió su tercer Campeonato de Noruega en Ruta. Su primera victoria en el UCI WorldTour 2013 fue en la 3.ª etapa del Tour de Polonia, tras batir en un sprint a los australianos Steele Von Hoff y Mark Renshaw, también se llevaría la 5.ª etapa en un esprint más cómodo.
El 27 de junio de 2014 anunció su retirada del ciclismo tras catorce temporadas como profesional y con 36 años de edad. Thor Hushovd haría efectiva su retirada al término del Campeonato Mundial en Ruta de Ponferrada. Finalmente no tomó parte del mundial y su última carrera fue el Gran Premio Impanis-Van Petegem.

## Palmarés
| 1999 - Ringerike G. P., más 3 etapas - 1 etapa de la Vuelta a Suecia - Tour de Loir-et-Cher 2000 - 3 etapas del Ringerike G. P. - 1 etapa del Tour de Picardie - 1 etapa en el Tour de l'Ain 2001 - 3 etapas del Tour de Normandía - Vuelta a Suecia, más 2 etapas - París-Corrèze 2002 - Campeonato de Noruega Contrarreloj - 3.º en el Campeonato de Noruega en Ruta - 1 etapa del Tour de Francia - 1 etapa del Tour de l'Ain 2003 - 1 etapa de la Vuelta a Castilla y León - 1 etapa de la Dauphiné Libéré - Gran Premio Jef Scherens 2004 - 1 etapa de la Estrella de Bessèges - Clásica Haribo - Gran Premio de Denain - Tour de Vendée - 2 etapas del Tour du Languedoc-Roussillon - 1 etapa de la Dauphiné Libéré - Campeonato de Noruega en Ruta - Campeonato de Noruega Contrarreloj - 1 etapa del Tour de Francia - Copa de Francia (ver nota) 2005 - 1 etapa de los Cuatro días de Dunkerque - 1 etapa de la Volta a Cataluña - 1 etapa de la Dauphiné Libéré - Clasificación por puntos del Tour de Francia - Campeonato de Noruega Contrarreloj - 1 etapa del Tour de Limousin - 1 etapa de la Vuelta a España 2006 - 1 etapa de la Tirreno-Adriático - Gante-Wevelgem - 1 etapa de la Volta a Cataluña - 1 etapa de la Dauphiné Libéré - 2 etapas del Tour de Francia - 1 etapa de la Vuelta a España, más clasificación por puntos | 2007 - 1 etapa del Giro de Italia - 1 etapa del Tour de Francia - 2.º en el Campeonato de Noruega en Ruta 2008 - 1 etapa del Tour del Mediterráneo - 1 etapa de la París-Niza - 1 etapa de los Cuatro días de Dunkerque - 2 etapas de la Volta a Cataluña - 1 etapa del Tour de Francia 2009 - 1 etapa del Tour de California - Omloop Het Volk - 2 etapas de la Volta a Cataluña - 1 etapa del Tour de Francia, más clasificación por puntos - 1 etapa del Tour de Missouri - 3.º en el Campeonato de Noruega en Ruta 2010 - Campeonato de Noruega en Ruta - 1 etapa del Tour de Francia - 1 etapa de la Vuelta a España - Campeonato Mundial en Ruta - 2.º en el UCI Oceania Tour 2011 - 1 etapa de la Vuelta a Suiza - 2 etapas del Tour de Francia - 1 etapa de la Vuelta a Gran Bretaña 2013 - 1 etapa del Tour de Haut-Var - 2.º en el Campeonato de Noruega Contrarreloj - Campeonato de Noruega en Ruta - 1 etapa de la Vuelta a Austria - 2 etapas del Tour de Polonia - Arctic Race de Noruega, más 2 etapas - 1 etapa del Tour de Pekín |

## Resultados

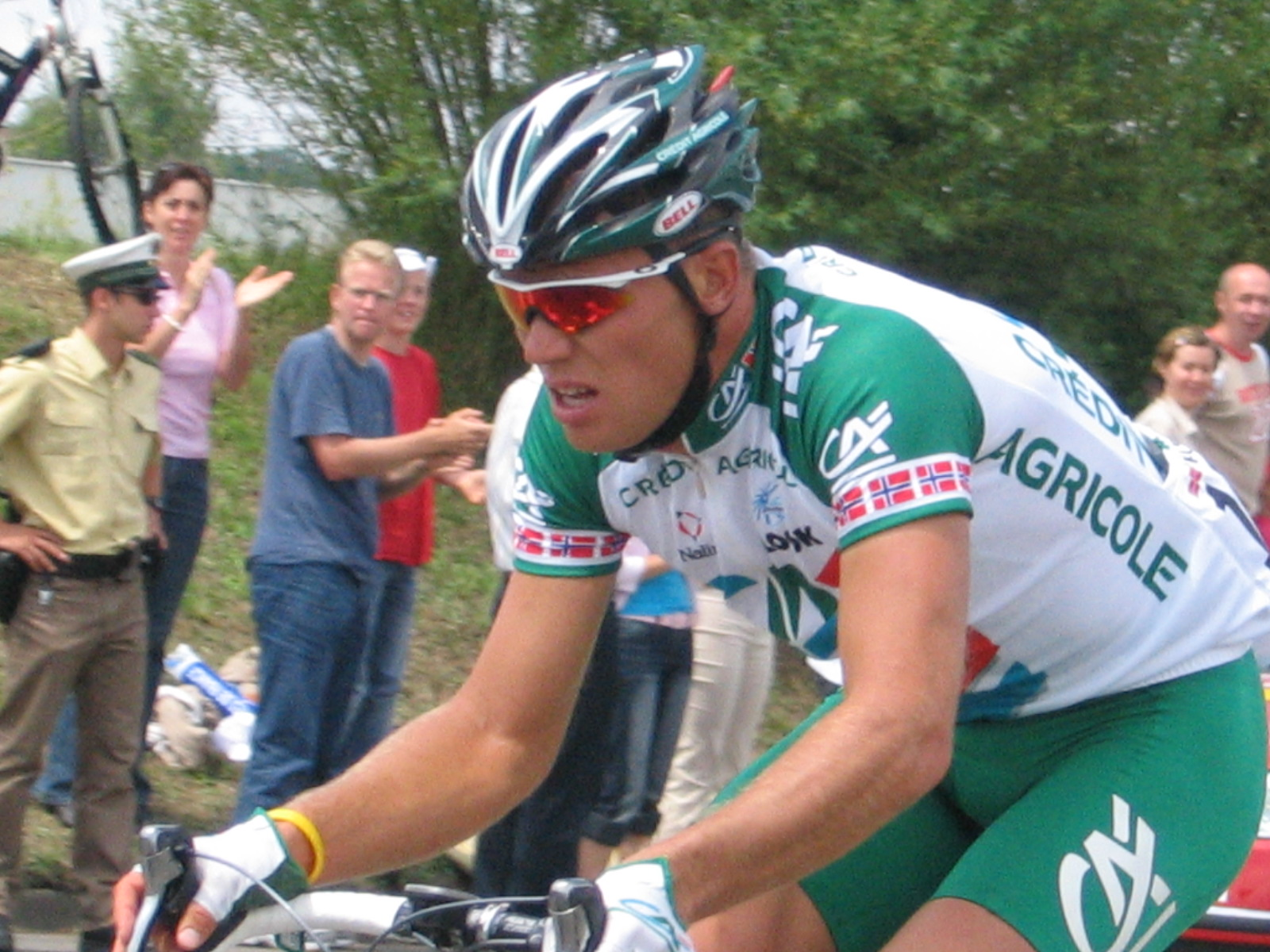
Thor Hushovd en el Tour de Francia 2005.

### Grandes Vueltas
| Carrera | Carrera         | 2000 | 2001 | 2002  | 2003  | 2004  | 2005  | 2006  | 2007  | 2008 | 2009  | 2010  | 2011 | 2012 | 2013 | 2014 |
| ------- | --------------- | ---- | ---- | ----- | ----- | ----- | ----- | ----- | ----- | ---- | ----- | ----- | ---- | ---- | ---- | ---- |
|         | Giro de Italia  | —    | —    | —     | —     | —     | —     | —     | Ab.   | —    | —     | —     | —    | Ab.  | —    | —    |
|         | Tour de Francia | —    | Ab.  | 112.º | 118.º | 104.º | 116.º | 119.º | 139.º | 96.º | 106.º | 111.º | 68.º | —    | —    | —    |
|         | Vuelta a España | —    | —    | —     | —     | —     | Ab.   | 82.º  | —     | —    | —     | Ab.   | —    | —    | —    | —    |

—: no participa

Ab.: abandono

### Clásicas, Campeonatos y JJ. OO.
| Carrera                | Carrera                | 2000  | 2001          | 2002          | 2003          | 2004 | 2005          | 2006          | 2007          | 2008 | 2009          | 2010          | 2011          | 2012 | 2013 | 2014 |
| ---------------------- | ---------------------- | ----- | ------------- | ------------- | ------------- | ---- | ------------- | ------------- | ------------- | ---- | ------------- | ------------- | ------------- | ---- | ---- | ---- |
| Omloop Het Nieuwsblad  | Omloop Het Nieuwsblad  | Ab.   | 51.º          | 18.º          | 38.º          | X    | Ab.           | 12.º          | —             | 3.º  | 1.º           | 32.º          | 33.º          | 29.º | 77.º | Ab.  |
| Kuurne-Bruselas-Kuurne | Kuurne-Bruselas-Kuurne | 41.º  | 20.º          | 41.º          | —             | 11.º | Ab.           | Ab.           | —             | 34.º | —             | 6.º           | —             | —    | X    | —    |
|                        | Milán-San Remo         | —     | 48.º          | 73.º          | —             | —    | 3.º           | 13.º          | —             | 9.º  | 3.º           | 6.º           | 127.º         | —    | Ab.  | 56.º |
| A Través de Flandes    | A Través de Flandes    | —     | —             | —             | Ab.           | 23.º | —             | Ab.           | —             | —    | —             | —             | —             | —    | —    | —    |
| E3 Harelbeke           | E3 Harelbeke           | —     | —             | —             | —             | —    | Ab.           | —             | Ab.           | Ab.  | 4.º           | Ab.           | 52.º          | Ab.  | Ab.  | Ab.  |
| Gante-Wevelgem         | Gante-Wevelgem         | —     | 11.º          | 70.º          | —             | Ab.  | 5.º           | 1.º           | 11.º          | 15.º | —             | —             | 70.º          | 48.º | 17.º | 9.º  |
|                        | Tour de Flandes        | Ab.   | 46.º          | 81.º          | Ab.           | 38.º | 31.º          | 14.º          | 60.º          | 26.º | Ab.           | 56.º          | 53.º          | 55.º | Ab.  | 90.º |
| Scheldeprijs           | Scheldeprijs           | —     | —             | —             | —             | —    | —             | —             | —             | —    | —             | 109.º         | 166.º         | —    | —    | 76.º |
|                        | París-Roubaix          | 63.º  | Ab.           | 33.º          | —             | 17.º | 9.º           | Ab.           | 43.º          | Ab.  | 3.º           | 2.º           | 8.º           | 14.º | 35.º | 19.º |
| Flecha Brabanzona      | Flecha Brabanzona      | —     | —             | —             | —             | —    | 45.º          | —             | —             | —    | —             | —             | —             | —    | —    | —    |
| Amstel Gold Race       | Amstel Gold Race       | —     | Ab.           | —             | —             | —    | —             | —             | —             | —    | —             | —             | —             | —    | —    | —    |
| París-Tours            | París-Tours            | 75.º  | 4.º           | 28.º          | —             | —    | 23.º          | 4.º           | 8.º           | —    | —             | —             | —             | —    | —    | —    |
| EuroEyes Classics      | EuroEyes Classics      | 5.º   | 96.º          | 23.º          | 118.º         | 97.º | —             | —             | 82.º          | —    | —             | —             | 65.º          | —    | 8.º  | Ab.  |
| Campeonato de Zúrich   | Campeonato de Zúrich   | —     | Ab.           | Ab.           | —             | —    | —             | —             | —             | —    | —             | —             | —             | —    | —    | —    |
| Bretagne Classic       | Bretagne Classic       | —     | —             | —             | 10.º          | —    | —             | —             | 2.º           | —    | Ab.           | —             | 4.º           | —    | 6.º  | —    |
|                        | Giro de Lombardía      | —     | —             | —             | —             | —    | —             | —             | —             | —    | —             | Ab.           | —             | —    | —    | —    |
| JJ. OO. (Ruta)         | JJ. OO. (Ruta)         | Ab.   | No se disputó | No se disputó | No se disputó | Ab.  | No se disputó | No se disputó | No se disputó | —    | No se disputó | No se disputó | No se disputó | —    | ND   | ND   |
| JJ. OO. (ITT)          | JJ. OO. (ITT)          | 7.º   | No se disputó | No se disputó | No se disputó | 31.º | No se disputó | No se disputó | No se disputó | —    | No se disputó | No se disputó | No se disputó | —    | ND   | ND   |
| Mundial en Ruta        | Mundial en Ruta        | 109.º | —             | 142.º         | —             | —    | 115.º         | 114.º         | 19.º          | —    | Ab.           | 1.º           | 170.º         | —    | Ab.  | —    |
| Mundial Contrarreloj   | Mundial Contrarreloj   | 22.º  | —             | 40.º          | —             | —    | —             | —             | —             | —    | —             | —             | —             | —    | —    | —    |
| Noruega en Ruta        | Noruega en Ruta        | 7.º   | —             | —             | —             | 1.º  | —             | —             | 2.º           | —    | 3.º           | 1.º           | 3.º           | —    | 1.º  | —    |
| Noruega Contrarreloj   | Noruega Contrarreloj   | —     | —             | 1.º           | —             | 1.º  | 1.º           | —             | —             | —    | —             | —             | —             | —    | 2.º  | —    |

## Equipos
- Crédit Agricole (1999[11] -2008)
- Cervélo Test Team (2009-2010)
- Team Garmin-Cervélo (2011)
- BMC Racing Team (2012-2014)